# Sebec
Sebec ist eine Town im Piscataquis County des Bundesstaats Maine in den Vereinigten Staaten. Im Jahr 2020 lebten hier 665 Einwohner in 425 Haushalten.

## Geographie
Nach dem United States Census Bureau hat Sebec eine Gesamtfläche von 98,11 km², von der 95,21 km² Land sind und 2,9 km² aus Gewässern bestehen.

### Geographische Lage
Sebec liegt im Süden des Piscataquis Countys. Der Piscataquis River fließt in östliche Richtung entlang der südlichen Grenze der Town. Aus dem Lake Sebec, der im Nordwesten der Town liegt, fließt der Sebec River ab und mündet im benachbarten Milo in den Piscataquis River. Auf dem Gebiet der Town befinden sich zudem mehrere kleinere Seen, die durch weitere kleinere Flüsse mit dem Piscataquis River verbunden sind.
Das Gemeindegebiet ist eher eben und die höchste Erhebung ist der 242 Meter hohe Buck Hill.

### Nachbargemeinden
Alle Entfernungen sind als Luftlinien zwischen den offiziellen Koordinaten der Orte aus der Volkszählung 2010 angegeben.
- Norden: Northeast Piscataquis, Unorganized Territory, 75,1 km
- Nordosten: Brownville, 14,5 km
- Osten: Milo, 9,5 km
- Süden: Atkinson, Unorganized Territory, 10,0 km
- Westen: Dover-Foxcroft, 10,0 km

### Stadtgliederung
In Sebec gibt es vier Siedlungsgebiete: Sebec, Sebec Corner, Sebec Station und South Sebec.

### Klima
Die mittlere Durchschnittstemperatur in Sebec liegt zwischen −11,1 °C (12 °F) im Januar und 19,4 °C (67 °F) im Juli. Damit ist der Ort gegenüber dem langjährigen Mittel der USA um etwa 9 Grad kühler. Die Schneefälle zwischen Oktober und Mai liegen mit bis zu zweieinhalb Metern mehr als doppelt so hoch wie die mittlere Schneehöhe in den USA; die tägliche Sonnenscheindauer liegt am unteren Rand des Wertespektrums der USA.

## Geschichte
Sebec wurde nach der Vermessung als Township No. 4, Seventh Range North of Waldo Patent (T4 R7 NWP) bezeichnet. Es wurde als Grant an das Bowdoin College zur Finanzierung vergeben und war die östlichste der Townships des Bowdoin College. 1803 verkaufte der Schatzmeister das Land an Richard Pike aus Newbury Port. Dieser verkaufte 1804 einen Teil davon an Captain Benjamin Wyatt. Bald darauf kauften David und Charles Coffin, Mary Pike und Philip Coombs gleiche Anteile und wurden ebenfalls Eigentümer. Der erste Siedler in dem Gebiet war Kapitän Ezekiel Chase. Chase war Soldat in der Amerikanische Revolution und lebte später als erfolgreicher Jäger in den Wäldern. Er ließ sich auf einem Grundstück am Piscataquis River nieder und im September 1803 zog er mit seiner Familie dauerhaft nach Sebec. Ihr erstes Kind wurde im kommenden Jahr geboren. Weitere Siedler ließen sich nieder und am 27. Februar 1812 wurde die Town organisiert.
Sebec gehört zur Three Rivers Community Alliance, einem losen Gemeindeverbund. Der Sitz des Verbundes befindet sich in Milo.

### Einwohnerentwicklung
| Volkszählungsergebnisse – Town of Sebec, Maine | Volkszählungsergebnisse – Town of Sebec, Maine | Volkszählungsergebnisse – Town of Sebec, Maine | Volkszählungsergebnisse – Town of Sebec, Maine | Volkszählungsergebnisse – Town of Sebec, Maine | Volkszählungsergebnisse – Town of Sebec, Maine | Volkszählungsergebnisse – Town of Sebec, Maine | Volkszählungsergebnisse – Town of Sebec, Maine | Volkszählungsergebnisse – Town of Sebec, Maine | Volkszählungsergebnisse – Town of Sebec, Maine | Volkszählungsergebnisse – Town of Sebec, Maine |
| Jahr                                           | 1800                                           | 1810                                           | 1820                                           | 1830                                           | 1840                                           | 1850                                           | 1860                                           | 1870                                           | 1880                                           | 1890                                           |
| ---------------------------------------------- | ---------------------------------------------- | ---------------------------------------------- | ---------------------------------------------- | ---------------------------------------------- | ---------------------------------------------- | ---------------------------------------------- | ---------------------------------------------- | ---------------------------------------------- | ---------------------------------------------- | ---------------------------------------------- |
| Einwohner                                      |                                                |                                                | 431                                            | 906                                            | 1116                                           | 1223                                           | 1152                                           | 954                                            | 876                                            | 725                                            |
| Jahr                                           | 1900                                           | 1910                                           | 1920                                           | 1930                                           | 1940                                           | 1950                                           | 1960                                           | 1970                                           | 1980                                           | 1990                                           |
| Einwohner                                      | 593                                            | 549                                            | 464                                            | 357                                            | 372                                            | 442                                            | 384                                            | 325                                            | 469                                            | 554                                            |
| Jahr                                           | 2000                                           | 2010                                           | 2020                                           | 2030                                           | 2040                                           | 2050                                           | 2060                                           | 2070                                           | 2080                                           | 2090                                           |
| Einwohner                                      | 612                                            | 630                                            | 665                                            |                                                |                                                |                                                |                                                |                                                |                                                |                                                |

## Kultur und Sehenswürdigkeiten

### Bauwerke
In Sebec wurden zwei Bauwerke unter Denkmalschutz gestellt und ins National Register of Historic Places aufgenommen. Die Lage der archäologischen Stätten wird nicht bekannt gegeben.
- Burgess House, 1978 unter der Register-Nr. 78000196.[10]
- Harriman School, 1996 unter der Register-Nr. 96000653.[11]

## Wirtschaft und Infrastruktur

### Verkehr
Zentral durch Sebec verläuft in ostwestlicher Richtung die Maine State Route 6.

### Öffentliche Einrichtungen
In Sebec gibt es keine medizinischen Einrichtungen oder Krankenhäuser. Nächstgelegene Einrichtungen für die Bewohner von Sebec befinden sich in Dover-Foxcraft.
Sebec besitzt keine eigene Bücherei. Die nächstgelegenen sind in Brownville, Dover-Foxcroft und Milo.

### Bildung
Sebec gehört mit den anderen Gemeinden der Three Rivers Community: Bowerbank, Brownville, LaGrange, Lake View, Medford, Milo und Sebec sowie dem Township Atkinson zum MSAD 41.
Im Schulbezirk werden mehrere Schulen angeboten:
- Brownville Elementary School in Brownville, mit den Schulklassen 3 und 4
- Milo Elementary School in Milo, mit den Schulklassen Pre-Kindergarten bis 2
- Penquis Valley Middle School in Milo, mit den Schulklassen 5 bis 8
- Penquis Valley High School in Milo, mit den Schulklassen 9 bis 12